# Aïn Hamra
 (mars 2022).
Si vous disposez d'ouvrages ou d'articles de référence ou si vous connaissez des sites web de qualité traitant du thème abordé ici, merci de compléter l'article en donnant les références utiles à sa vérifiabilité et en les liant à la section « Notes et références ».
Aïn Hamra (en berbère : Tala Tazeggʷaɣt, en tifinagh : ⵜⴰⵍⴰ ⵜⴰⵣⴳⴳⵯⴰⵖⵜ, en arabe : عين الحمراء : littéralement « la source rouge ») est un village du Rif appartenant à la commune d'Ajdir (au Nord de la province de Taza), situé au Nord-Est du Maroc. L'afflux des gens vers la source d'Aïn Hamra a entraîné l'apparition du village d'environ 2 000 habitants (2014). Elle est localement appelée Aïn ar-Rahma (source de clémence) en raison de ses propriétés thérapeutiques. La température de ses eaux est d'environ 24 degrés celcius.
Le village est situé à 126 km de l'aéroport de Nador-Al Aroui et à 246 km de l'aéroport de Fès-Saïss. Elle est accessible via la route régionale R510, en empruntant la voie express R505 Taza-Al Hoceima. Le village appartient à la confédération tribale rifaine des Igzennayen.

## Étymologie
Le nom du village signifie en berbère « source rouge », et provient des mots tala et tazeggʷaɣt qui signifient respectivement « source », et « rouge ».

## La source
Cette petite ville est connue pour sa source, comme son nom l'indique. L'eau rougeâtre de la source a des propriétés médicinales (prouvées par des analyses en laboratoire du Docteur Chano en 1956), d'où un flux important des populations, non seulement du nord-est marocain, mais de tout le Maroc.
La source est évoquée dans un chant célèbre des Gzennayas :
ⵙⴰⵍⴰ ⵡⴰ ⵢ ⴰⵎⴰⵣⵉⵖ, ⵜⴰⵎⵓⵔⵜ ⵏ ⵉⴳⵣⵏⵏⴰⵢⵏ - Sala, wa y Amaziɣ, tamurt n Igzennayen.
(Découvre, ô berbère, le pays des Gzennaya)
ⴷⵉⵏ ⵜⴰⵍⴰ ⵜⴰⵣⴳⴳⵡⵯⴰⵖⵜ ⵉ ⵉⵙⵙⴳⵏⴼⴰⵏ ⵓⵍⴰⵡⵏ - Din tala tazggʷart i issgenfan ulawen
(Là-bas, il y a la source rouge qui guérit les cœurs)

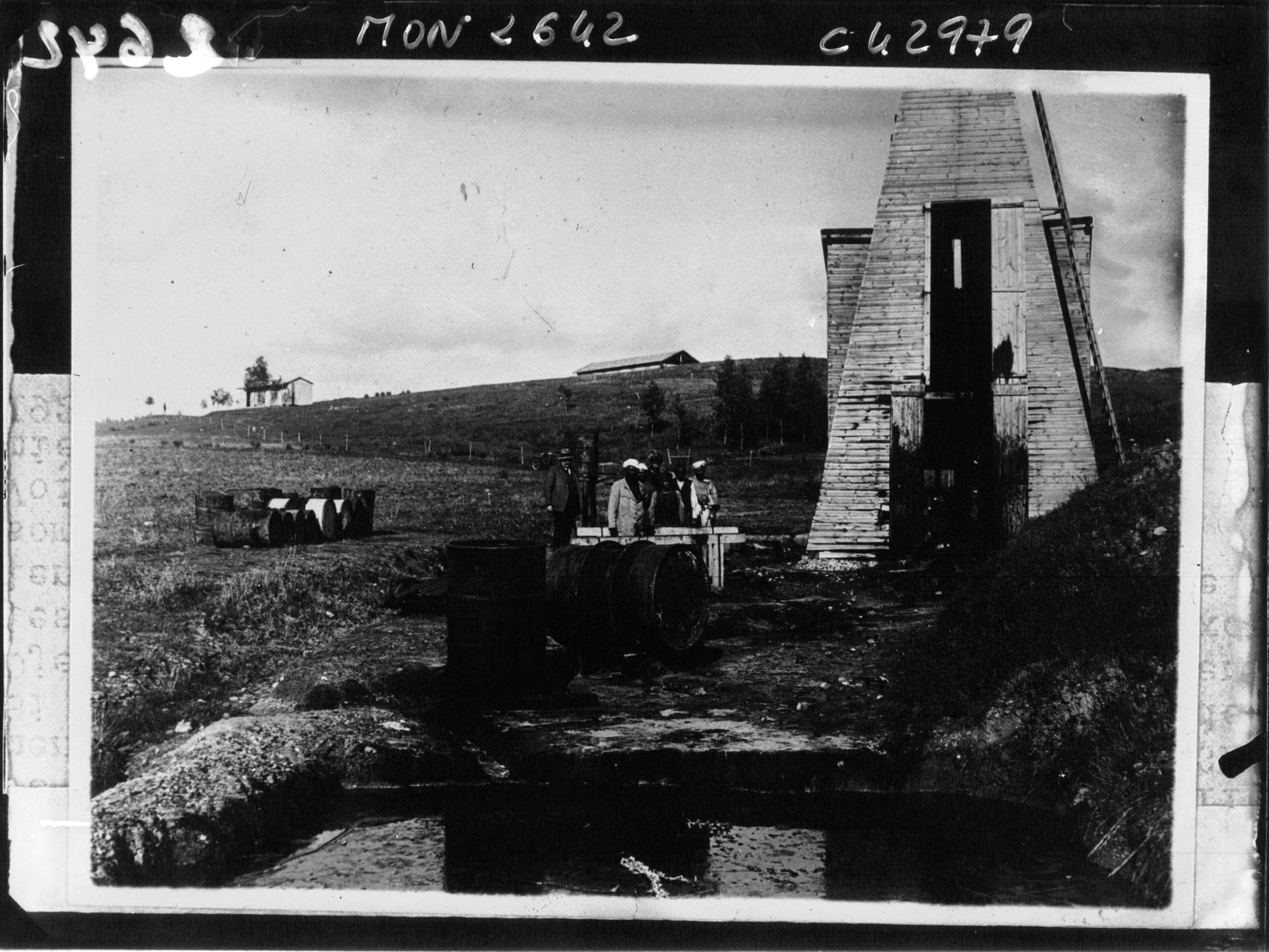
Le pétrole au Maroc - voici une vue de la sonde Ahi, à Ain el Hamra, la première ayant rencontré de l'huile lampante le 26 Août 1923

## Personnalités
- Nabil Haryouli, kickboxeur néerlando-marocain né à Voorburg (Pays-Bas) en 1999.